# 잭 & 바비
《잭 & 바비》(영어: Jack & Bobby)는 2004년부터 2005년까지 방영된 드라마이다.